# Stralauer Vorstadt

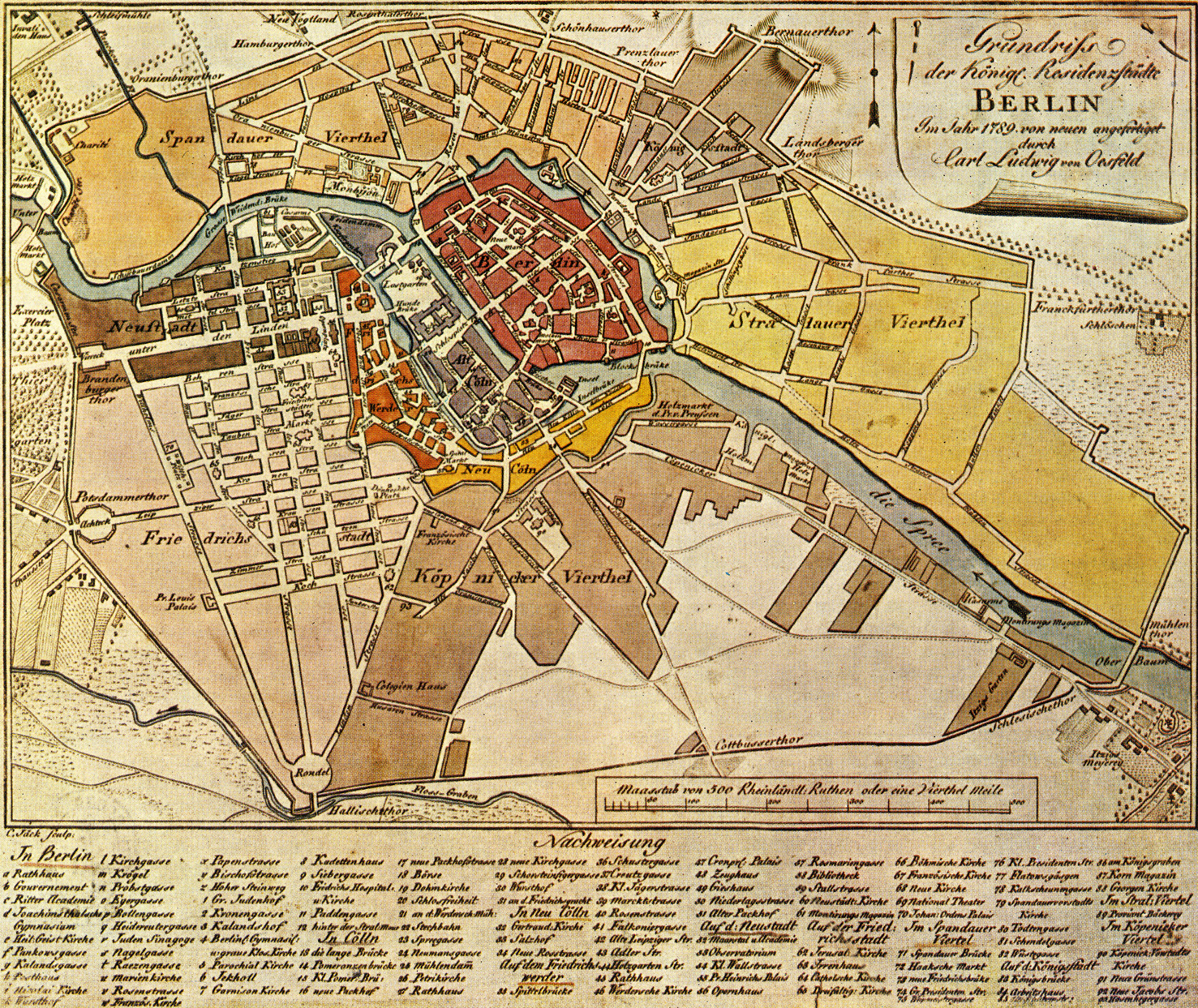
Het „Stralauer Vierthel“ 1789 binnen de Berlijnse tolmuren

Stralauer Vorstadt (ook Stralauer Viertel genoemd) is een historisch stadsdeel van Berlijn, dat thans is opgegaan in de stadsdelen Mitte en Friedrichshain.
Stralauer Vorstadt werd (in 1920) begrensd door: 
- in het westen Alt-Berlin
- in het noorden Königsstadt
- in het oosten de Ringbahn en de grens met Boxhagen-Rummelsburg
- in het zuiden de Spree.

Stralauer Vorstadt ontstond in de 17e eeuw voor de Stralauer Tor van de Berlijnse vestingmuur. Met de bouw van de Berlijnse tolmuur in de 18e eeuw werd het gebied deel van de stad Berlijn en sindsdien meestal Stralauer Viertel genoemd. Oorspronkelijk liep de tolmuur langs de huidige straten Friedenstraße-Marchlewskistraße-Warschauer Straße tot aan Oberbaum aan de Spree. In de 19e eeuw breidde Stralauer Vorstadt zich uit naar het oosten tot aan de Ringbahn. De binnen de  Ringbahn gelegen delen van Boxhagen-Rummelsburg en Friedrichsberg werden pas in 1920 deel van Berlijn.
In de 19e eeuw groeide Stralauer Vorstadt uit tot een industrie- en arbeiderswijk met kazernewoningen. Het inwonersaantal steeg van  80.391 in 1867 tot 302.208 in 1910. Bij de vorming van Groot-Berlijn in 1920 ging Stralauer Vorstadt grotendeels op in het nieuwe district Friedrichshain. Het gebied ten westen van de huidige Lichtenberger Straße werd een deel van het district Mitte.